# Église Saint-Martin d'Overijse
 (août 2025).
Si vous disposez d'ouvrages ou d'articles de référence ou si vous connaissez des sites web de qualité traitant du thème abordé ici, merci de compléter l'article en donnant les références utiles à sa vérifiabilité et en les liant à la section « Notes et références ».
L'église Saint-Martin (Sint-Martinuskerk en néerlandais) est une église de  style gothique située sur le territoire de la commune belge d'Overijse, dans la province du Brabant flamand.

## Historique
L'église est classée monument historique depuis le 4 avril 1944 et figure à l'inventaire du patrimoine immobilier de la Région flamande sous la référence 40429.

## Architecture
|  |  |  |